# Zomerhitte (film)

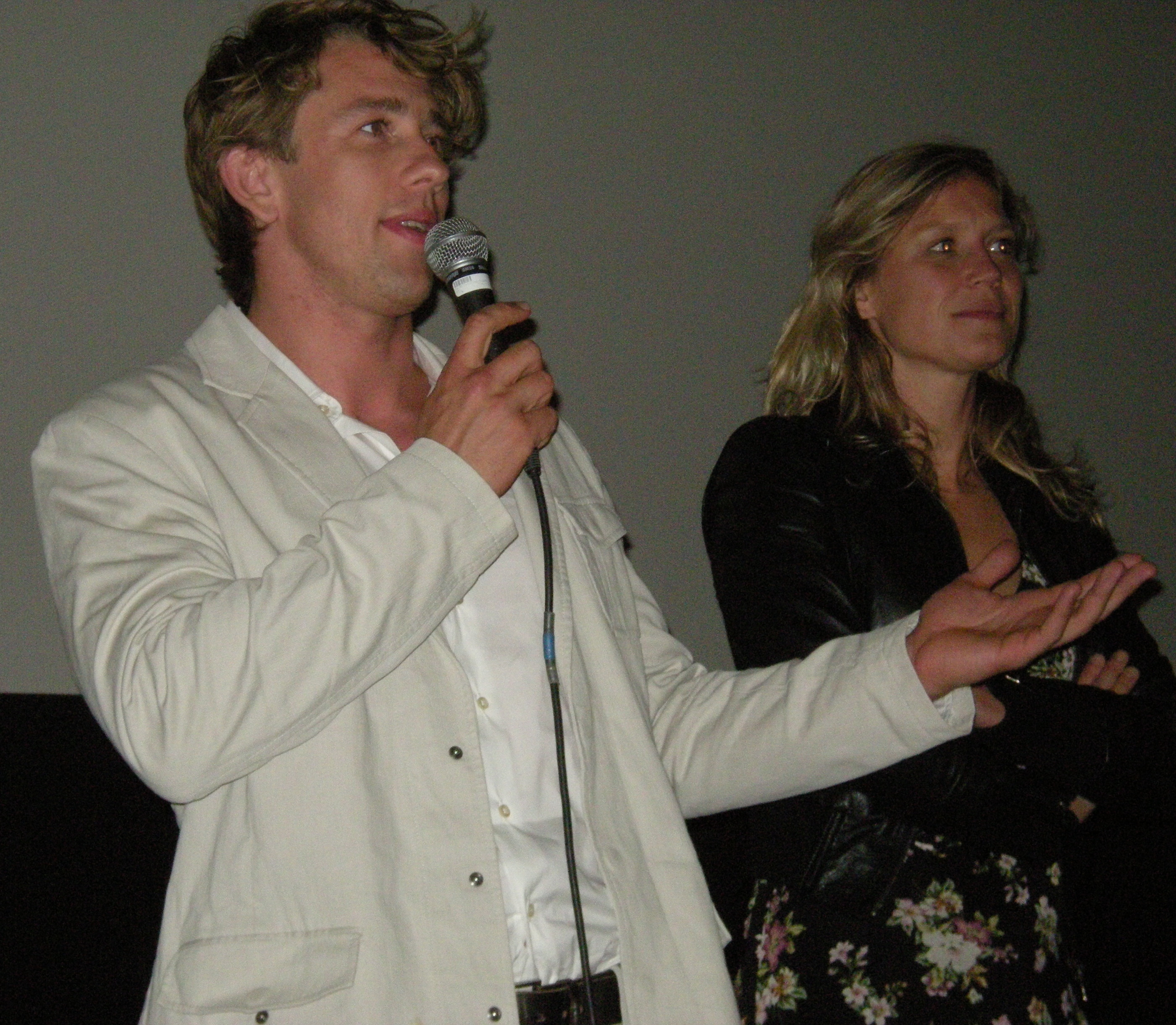
Waldemar Torenstra en Sophie Hilbrand bij de vertoning van Zomerhitte op het Seattle International Film Festival 2008

Zomerhitte is een Nederlandse film uit 2008, geregisseerd door Monique van de Ven. In de hoofdrollen zijn te zien het acteurspaar Sophie Hilbrand en Waldemar Torenstra. Het scenario is gebaseerd op het gelijknamige boek van Jan Wolkers. 
De opnames vonden plaats van mei tot juli 2007, grotendeels op Texel. De Afghanistan-scènes werden in Spanje gefilmd. Soundtrack is When summer ends van VanVelzen.

## Verhaal
Fotograaf Bob Griffioen (Waldemar Torenstra) verloor een jaar geleden tijdens een opdracht zijn vriendin Jara (Jelka van Houten). Terwijl hij een vuurgevecht fotografeerde, werd een gegooide handgranaat haar fataal. Nu houdt hij zich bezig met rustiger zaken. Op het strand van Texel maakt hij een reportage over de lokale flora en fauna voor National Geographic. Daar ziet hij op een dag de geschiedenisstudente Kathleen (Sophie Hilbrand) poedelnaakt uit zee lopen, in wie hij meteen geïnteresseerd is. Zij is vriendelijk maar speels en staat hem toe niet-naakte foto's van haar te maken.
Kathleen blijkt een bepaalde relatie te hebben met de een stuk oudere de Mummy (Johan Leysen), die zich bezighoudt met duistere zaakjes. Deze is erg jaloers en bezitterig en wil Griffioen uit Kathleens buurt hebben. De steeds opduikende wereldburger Federico Federici (Jeroen Willems) waarschuwt Griffioen voor de Mummy. Toch komt zijn nieuwsgierigheid naar Kathleen hem duur te staan, wanneer hij in aanraking komt met Mummy's lijfwachten de Lange (Cees Geel), Richard (Gijs Naber) en Dennis (André Arend van de Noord).
Wanneer Griffioen ziet dat Richard en Dennis twee rugzakken vanaf een boot de duinen in smokkelen, wil hij ze terugpakken. Aangekomen bij de verstopte tassen blijken ze vol te zitten met heroïne. Griffioen sleept ze mee naar een andere plek in de duinen en verstopt ze in een struik, waarop Richard en Dennis ze kwijt zijn. Het duurt niet lang voor ze bij hem uitkomen om verhaal te halen. Aan wiens kant Kathleen staat, is hem volkomen onduidelijk.

## Recensies
De film werd matig ontvangen door recensenten. NRCrecensente Dana Linssen schreef dat de film "oubollig" is en dat de twee hoofdrolspelers "geen greintje chemie" hebben. Het Parool heeft het over een "knullig plot" en "houterig acteren". De redactie van Filmvalley schreef dat de film niet extreem slecht is, maar wel wat meer "fine-tune" kan gebruiken.